# Jan Bukovský
Jan Bukovský (* 25. června 1930 Mladá Boleslav) je český historik architektury, konzervátor Státní památkové péče a bývalý akademický pracovník VUT v Brně. Proslul zejména svými pracemi o kartuziánských klášterech.

## Život a dílo
Vystudoval architekturu na někdejší Fakultě architektury a pozemního stavitelství na ČVUT v Praze.
Působil od roku 1953 na Ústavu dějin architektury, později jako odborný asistent na Katedře pozemního stavitelství tehdejší Fakulty architektury a pozemního stavitelství a následně na Fakultě stavební VUT v Brně v ústavu pozemního stavitelství.
V roce 1965 obhájil disertační práci kandidáta věd „Loretánské kaple v Čechách a na Moravě“, která vyšla doplněna jako monografie v roce 2000. V letech 1969–1970 byl na zahraničním studijním pobytu v Athénách. V roce 1978 předložil habilitační práci na téma „Ochrana historických zřícenin, archeologických památek a celků“, kterou však nemohl obhájit, neboť se stal jako bratr emigrantky politicky nespolehlivý. V letech 1980–2000 působil jako konzervátor státní památkové péče pro město Brno. 
Získat další akademické hodnosti mohl až po pádu komunismu, v roce 1994 obhájil doktorskou disertaci na téma „Kartuziánská architektura v Čechách a na Moravě ve světle nových objevů“. V roce 1995 obhájil habilitační práci a byl jmenován docentem architektury. V roce 1997 byl jmenován profesorem.
Podrobně se věnoval výzkumu kartuziánské architektury a byl zásadní osobou při průzkumu a obnově bývalého kartuziánského kláštera, kde dnes sídlí Fakulty informačních technologií VUT v Brně na Božetěchově ulici č. 2. Rád provázel výkladem z dějin architektury a umění autobusové zájezdy. V roce 2000 odešel do důchodu.
V roce 2001 byl jmenován emeritním profesorem Fakulty stavební VUT v Brně. V roce 2004 obdržel zlatou medaili "Signum excellentie" u příležitosti 105 let od vzniku Fakulty stavební VUT v Brně.

## Dílo
- Bukovský Jan, Hubáčková Blažena, Foretníková Ladislava: Dějiny stavitelství. VUTIUM, Brno 2001, 240 s.
- Bukovský Jan a kolektiv: CARTUSIA BRUNENSIS, Dějiny královopolského kláštera a jeho proměny v 21. století, Vydáno k 630. výročí založení kartuziánského kláštera Cella Trinitatis. 2005 – 1. vyd. – 95 s., ISBN 80-214-2921-6
- Bukovský Jan, Hubáčková Blažena: CARTUSIA BRUNENSIS 2, spec. publikace, ISBN 978-80-214-4045-6, VUTIUM, Brno, 2010, 100 s.
- Bukovský Jan: Loretánské kaple v Čechách a na Moravě, Libri, Praha 2000, 164 s, ISBN 80-7277-015-2.